# Nadabius waccamanus
Nadabius waccamanus är en mångfotingart som beskrevs av Chamberlin 1940. Nadabius waccamanus ingår i släktet Nadabius och familjen stenkrypare. Inga underarter finns listade i Catalogue of Life.